# Vol Aviastar 7503
Le vol Aviastar 7503, affrété par la compagnie aérienne indonésienne PT Aviastar Mandiri et à destination de l'aéroport régional de Makassar en Indonésie s’écrase près de Palopo, 7 minutes après le décollage. Les 3 membres d'équipage et 7 passagers à bord ont péri.

## Déroulement des faits

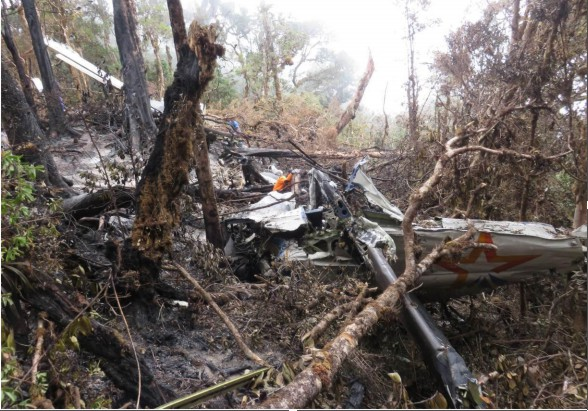
L'épave du vol 7503, photographié peu après l'accident.

L'appareil, un Havilland DHC6-300 Twin Otter, immatriculé PK-BRM, effectue la liaison entre l'aéroport régional de Masamba en Indonésie et l'aéroport régional de Makassar avec à son bord 7 passagers et 3 membres d'équipage. 
Il décolle à 14h29 et disparait des écrans radars à 14h36 heure locale, soit 7 minutes après son décollage. Les services de secours sont alertés après que l'heure prévue de son arrivée ait été dépassée.
L'épave de l’appareil est retrouvée le 5 octobre 2015. Les 10 personnes à bord ont péri.